# 谷順平
谷 順平（たに じゅんぺい、1836年12月21日（天保7年11月14日）- 1921年（大正10年）8月3日）は、明治から大正期の農業経営者、実業家、政治家。衆議院議員、富山県会議長、富山県下新川郡道下村長。幼名・義之助。

## 経歴
越中国新川郡仏田村（石川県新川郡仏田村、富山県下新川郡道下村を経て現魚津市）で、豪農・谷平兵衛の長男として生まれた。加賀藩士・沢田六左衛門、馬場春鴎に師事し漢学を修めた。1856年（安政3年）家督を相続し新川郡縄張役、仏田の肝煎役に就任。1872年（明治5年2月）金沢県新川郡第8区租税調役、1873年（明治6年）9月、第3大区副区長となる。その後、戸長、下新川郡書記を務めた。
1879年（明治12年）石川県会議員に当選し2期在任したが、1880年（明治13年）7月、病のため辞任。1888年（明治21年）3月、富山県会議員に選出され1892年（明治25年）6月まで在任し、この間、徴兵参事員となり、1890年（明治23年）同議長に就任した。1889年（明治22年）4月、初代道下村長となった。
1892年2月、第2回衆議院議員総選挙（富山県第2区、独立倶楽部）で当選し、1894年（明治27年）3月の第3回総選挙（富山県第2区、弥生倶楽部）では落選し、衆議院議員に1期在任した。政党は、北陸自由党、憲政党、立憲政友会に所属した。
実業界では、魚津銀行取締役、同監査役、富山県農工銀行取締役などを務めた。

## 親族
- 婿養子 谷欽太郎（衆議院議員、長女・寿意の夫）[7]